# Francesco Martino
Pour l’article homonyme, voir Francesco Martino (homme politique).
Francesco Martino, 14 juillet 1900 - 10 octobre 1965, est un gymnaste italien.

## Palmarès

### Jeux olympiques
- Paris 1924
  -  médaille d'or au concours par équipes
  -  médaille d'or aux anneaux